# Shrapnel

Animação do comportamento da munição Shrapnel após o disparo.

Shrapnel é a designação de um tipo especial de munição de artilharia inventada pelo oficial de artilharia britânico Henry Shrapnel em 1784.

## Visão geral
As munições Shrapnel eram munições de artilharia antipessoal que carregavam muitos projéteis individuais perto do alvo e os ejetavam para permitir que continuassem ao longo da trajetória do projétil e acertassem o alvo individualmente. Eles dependiam quase inteiramente da velocidade do projétil para sua letalidade.
A munição está obsoleta desde o fim da Primeira Guerra Mundial para uso antipessoal, quando foi substituída por projéteis de alto explosivo para essa função. O funcionamento e os princípios por trás das munições Shrapnel são fundamentalmente diferentes da fragmentação de projéteis altamente explosivos.
A munição Shrapnel recebeu seu nome em homenagem ao Major-General Henry Shrapnel (1761-1842), um oficial de artilharia britânico, cujas experiências, inicialmente conduzidas em seu próprio tempo e às suas próprias custas, culminaram no projeto e desenvolvimento desse novo tipo de munição de artilharia.
O termo "shrapnel" (que se traduzido, apesar de nesse caso, ser um nome próprio, seria algo como "estilhaço") hoje em dia é frequentemente usado para se referir a fragmentos letais do invólucro de projéteis e bombas, embora esse uso se desvie do significado original da palavra.